# جانزبرگ (ایلینوی)
جانزبرگ (به انگلیسی: Johnsburg) یک روستا در ایالات متحده آمریکا است که در ایلینوی واقع شده‌است. جانزبرگ ۱۹٫۸۸ کیلومتر مربع مساحت و ۶٬۳۳۷ نفر جمعیت دارد.